# ماوريتسيو بيليغرينو
ماوريتسيو بيليغرينو (بالإيطالية: Maurizio Pellegrino)‏ هو لاعب كرة قدم ومدرب كرة قدم إيطالي في مركز الوسط، ولد في 1 مارس 1966 في سرقوسة في إيطاليا. لعب مع نادي كاتانزارو ونادي كاتانيا.